# جون بافوم
جون بافوم (بالإنجليزية: John Buffum)‏ هو مهندس أمريكي، ولد في 4 أكتوبر 1943 في والينغفورد ‏ في الولايات المتحدة.

## روابط خارجية
- جون بافوم على موقع eWRC-results.com (الإنجليزية)
- جون بافوم على موقع قاعة فيرمونت للمشاهير الرياضية (الإنجليزية)